# Brit Awards de 2011
O Brit Awards de 2011 aconteceu na terça-feira, 15 de fevereiro de 2011. Foi a 31ª edição do prêmio anual de música pop da British Phonographic Industry. A cerimônia de premiação foi realizada no The O2 Arena, em Londres, pela primeira vez em sua história, mudando do local original de Earls Court, também em Londres. A cerimônia foi apresentada por James Corden. Liderando as indicações foi Tinie Tempah com quatro indicações. Os artistas com mais prêmios conquistados foram Tinie Tempah e Arcade Fire, com duas vitórias cada. A cerimônia de 2011 foi anunciada como uma reinicialização do formato do Brit Awards, com um local diferente, uma nova estatueta projetada por Vivienne Westwood e uma ênfase maior na música, especialmente nas performances ao vivo. Embora a reformulação do programa tenha sido geralmente bem recebida, a audiência foi a menor de cinco anos com uma audiência média de 4,8 milhões de telespectadores, chegando a 5,9 milhões. Este ano foi a última apresentação do prêmio Álbum Internacional.

## Performances
| Artista(s)                        | Canção                                            |
| --------------------------------- | ------------------------------------------------- |
| Take That                         | "Kidz"                                            |
| Adele                             | "Someone Like You"                                |
| Rihanna                           | "Only Girl (In the World)" S&M" What's My Name"   |
| Mumford & Sons                    | "Timshel"                                         |
| Plan B                            | "She Said" "Prayin'"                              |
| Arcade Fire                       | "Ready to Start"                                  |
| Tinie Tempah Eric Turner Labrinth | "Written in the Stars" "Miami 2 Ibiza" "Pass Out" |
| Justin Bieber David Jensen        | "Baby"                                            |
| Terry Wogan                       | "The Floral Dance"                                |
| CeeLo Green Paloma Faith          | "Forget You"                                      |

## Vencedores e nomeados
| Álbum Britânico do Ano (apresentado por Roger Daltrey) | Produtor Britânico do Ano |
| --- | --- |
| - Mumford & Sons – Sigh No More - Plan B – The Defamation of Strickland Banks - Take That – Progress - Tinie Tempah – Disc-Overy - The xx – xx | - Markus Dravs - Ethan Johns - John Leckie - Mike Pela - Stuart Price                                                                              |
| Single Britânico do Ano (apresentado por Alan Carr) | Escolha da Crítica (apresentado por Mark Ronson & Ellie Goulding)                                                                                  |
| - Tinie Tempah – "Pass Out" - Alexandra Burke com Pitbull – "All Night Long" - Cheryl Cole – "Parachute" - Florence and the Machine – "You Got the Love" - Matt Cardle – "When We Collide" - Olly Murs – "Please Don't Let Me Go" - Plan B – "She Said" - Scouting for Girls – "This Ain't a Love Song" - Taio Cruz – "Dynamite" - The Wanted – "All Time Low" | - Jessie J - James Blake - The Vaccines |
| Artista Solo Masculino Britânico (apresentado por Dizzee Rascal) | Artista Solo Feminina Britânica (apresentado por Boy George)                                                                                       |
| - Plan B - Mark Ronson - Paul Weller - Robert Plant - Tinie Tempah | - Laura Marling - Cheryl Cole - Ellie Goulding - Paloma Faith - Rumer                                                                              |
| Grupo Britânico (apresentado por Dermot O'Leary) | Melhor Revelação Britânica (apresentado por Fearne Cotton)                                                                                         |
| - Take That - Biffy Clyro - Gorillaz - Mumford & Sons - The xx | - Tinie Tempah - Ellie Goulding - Mumford & Sons - Rumer - The xx                                                                                  |
| Reconhecimento Especial (apresentado por James Corden) | Álbum Internacional (apresentado por Boris Becker)                                                                                                 |
| - Terry Wogan | - Arcade Fire – The Suburbs - CeeLo Green – The Lady Killer - Eminem – Recovery - Katy Perry – Teenage Dream - Kings of Leon – Come Around Sundown |
| Artista Solo Masculino Internacional (apresentado por Lewis Hamilton) | Artista Solo Feminina Internacional (apresentado por Cheryl Cole)                                                                                  |
| - Cee Lo Green - Bruce Springsteen - David Guetta - Eminem - Kanye West | - Rihanna - Alicia Keys - Katy Perry - Kylie Minogue - Robyn                                                                                       |
| Grupo Internacional (apresentado por Simon Le Bon & John Taylor) | Melhor Revelação Internacional (apresentado por David Jensen & Avril Lavigne)                                                                      |
| - Arcade Fire - The Black Eyed Peas - Kings of Leon - The Script - Vampire Weekend | - Justin Bieber - Bruno Mars - Glee Cast - The National - The Temper Trap                                                                          |